# Ari Vatanen
Ari Pieti Uolevi Vatanen (Tuupovaara, 27 april 1952) is een Fins voormalig rallyrijder en hedendaags politicus. Hij was een van de voornaamste rijders in het wereldkampioenschap rally vanaf eind jaren zeventig tot begin jaren negentig, en werd wereldkampioen in het seizoen 1981. Dit deed hij voor het Rothmans Rally Team in een Ford Escort RS1800, waarmee hij nog steeds de enige rijder is die met een privé-team de wereldtitel won. In latere jaren werd hij ook een viervoudig winnaar van de Dakar Rally.
Ari Vatanen brak door toen hij in 1976 het Brits rallykampioenschap op zijn naam schreef. Dit leidde tot optredens voor de fabrieksinschrijving van Ford. Nadat deze zich officieel terugtrokken, behaalde Vatanen grootse resultaten als privé-rijder. Een tweede Britse titel volgde in 1980, maar het jaar daarop won hij met de Rothmans Ford Escort, geprepareerd door het team van David Sutton, het wereldkampioenschap bij de rijders. Tot aan halverwege de jaren tachtig, inmiddels tijdens het roemruchtige Groep B tijdperk met de Opel Ascona B 400 en de Opel Manta B 400 in 1982 en 1983 actief voor het Rothmans Opel Rally Team en tussen 1984 en 1986 voor Peugeot-Talbot Sport Peugeot 205 Turbo 16, behaalde Vatanen in het WK nog meerdere overwinningen, die hij door zijn eeuwige sponsor altijd karakteristiek vierde met een glas melk. Zo behaalde de equipe Vatanen - Harriman een glansrijke overwinning in de Safari Rally 1983 met de roemruchte Opel Ascona B 400. Een ernstig ongeluk tijdens de Rally van Argentinië in 1985 liet hem met zware verwondingen echter enige tijd uit de roulatie. Een terugkeer kwam in 1987, en Vatanen reed uiteindelijk met variërend succes tot diep in de jaren negentig voor verschillende fabrieksteams rond in het WK.
Na het beëindigen van zijn actieve carrière als rallyrijder in 1998, begon Vatanen aan een loopbaan binnen de politiek. Zo was hij tussen 1999 en 2009 lid van het Europees Parlement, zowel als afgevaardigde van Finland als Frankrijk. Nadat hij in 2009 niet herkozen werd voor een nieuw termijn, besloot hij zich beschikbaar te stellen voor het presidentschap binnen de overkoepelende autosport organisatie FIA, nadat voormalig preses Max Mosley er in oktober mee stopte. Hierin voerde hij campagne tegen diens concurrent Jean Todt, zijn ex-teambaas bij Peugeot in de jaren tachtig. Vatanen verloor uiteindelijk de verkiezing van Todt, die op 23 oktober 2009 werd gepresenteerd als de nieuwe president van de FIA.

## Carrière

### Rallysport

#### 1970-1979: Vroege carrière
Ari Vatanen maakte in 1970 zijn debuut in de rallysport, toen hij samen met zijn neef een Opel Ascona kocht en die zelf tot rallyauto prepareerde. Zijn eerste optreden in het wereldkampioenschap rally kwam vier jaar later in zijn thuisrally in Finland. Zijn talent werd opgemerkt en niet lang daarna maakte Vatanen een overstap naar het Brits rallykampioenschap, waarin hij actief was met een Ford Escort RS1800. Op 24-jarige leeftijd won hij daarin de titel in 1976. Dit resulteerde in optredens voor het Ford fabrieksteam in het WK. In deze periode kon hij zich doorgaans meten met de top, alleen reflecteerde dit vaak nog niet in een goed resultaat, en waren opgaves een regelmaat.

#### 1980-1985

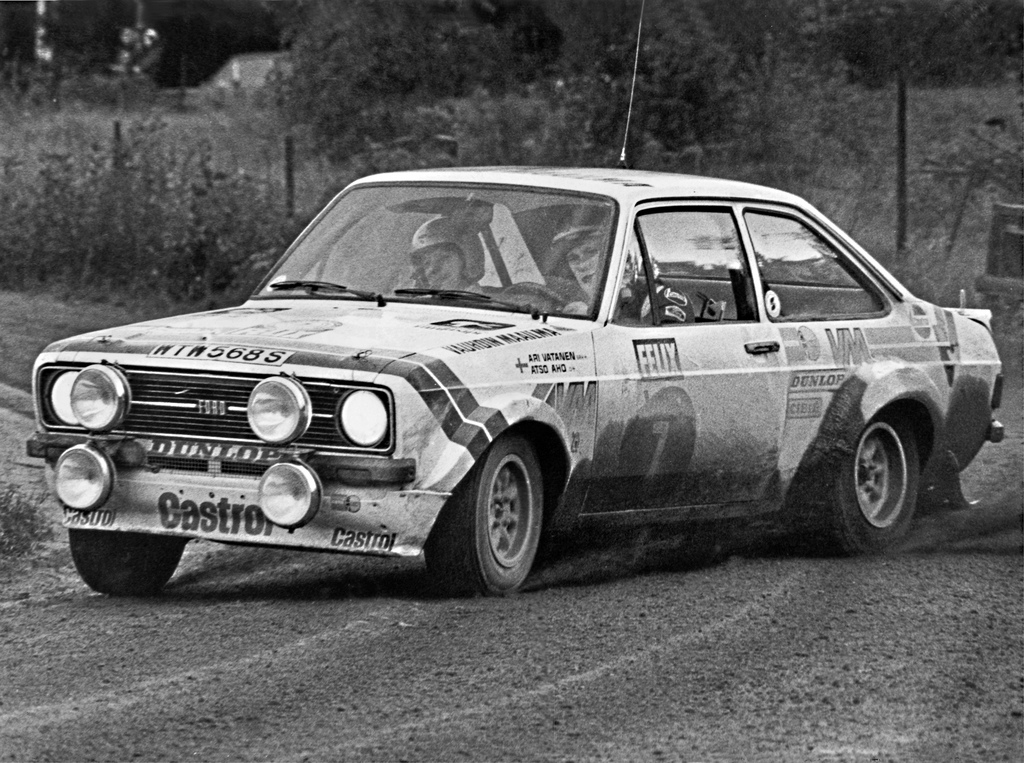
Vatanen actief voor Ford tijdens de Rally van Finland in 1978

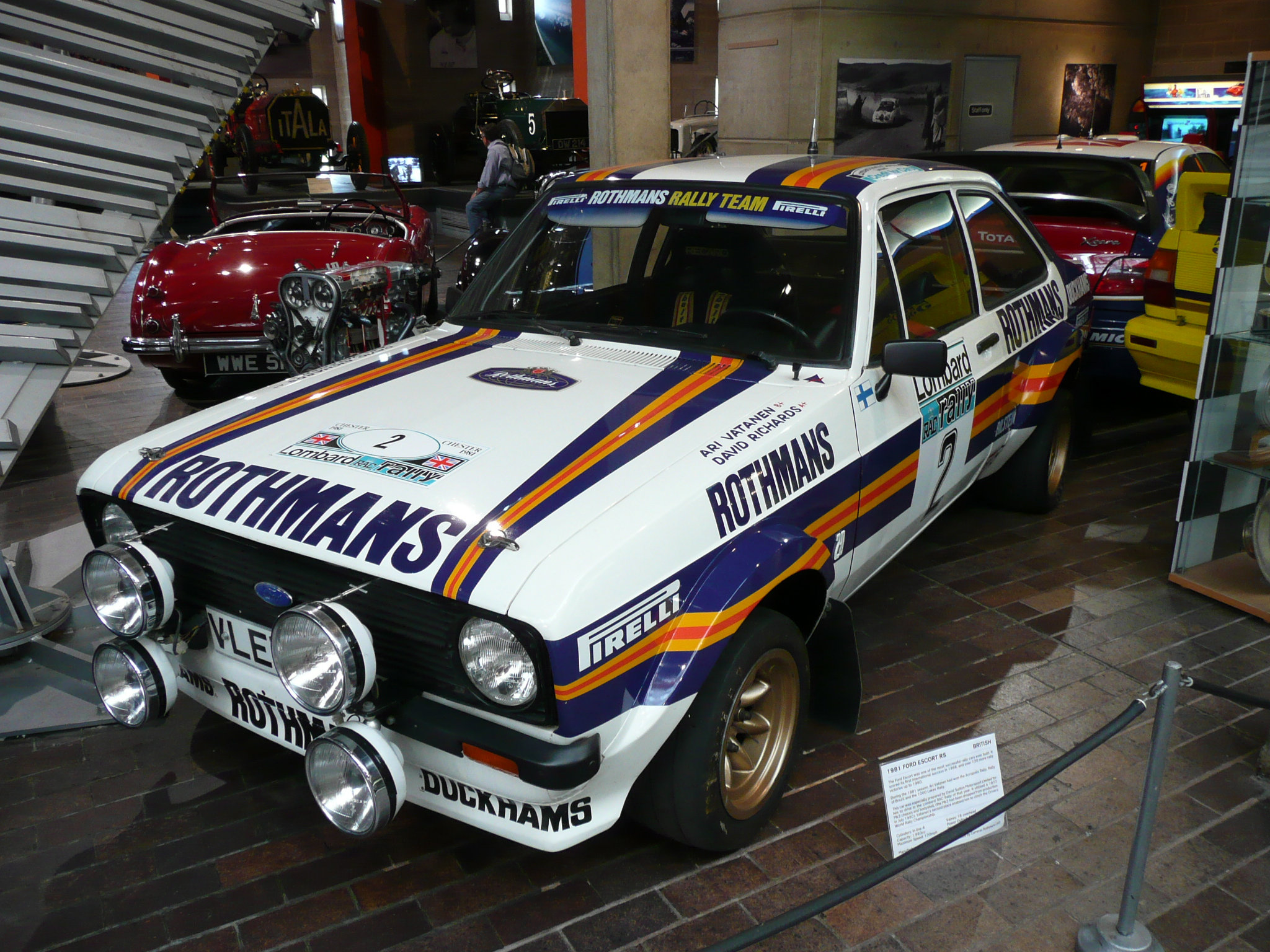
In 1981 besliste Vatanen met deze Escort de strijd om de wereldtitel in zijn voordeel

Ford trok zich na het behalen van het constructeurskampioenschap in het seizoen 1979 officieel terug als fabrieksteam, maar dit was voor Vatanen juist het begin van twee succesvolle jaren met het Rothmans Rally Team van preperateur David Sutton, waarvoor Vatanen sinds 1979 al actief was, en tot dan toe als een soort satelliet team voor de fabrieksinschrijving fungeerde. Zij vertegenwoordigde vanaf 1980 de resultaten van het merk en Vatanen reed er uiteindelijk een succesvol seizoen mee met het behalen van zijn tweede Britse titel, waarin hij dit keer directe concurrent Hannu Mikkola versloeg, en zijn eerste WK-succes met een overwinning tijdens de Griekse Acropolis Rally. In het WK eindigde hij vierde in het rijderskampioenschap. Dit bewees een voorbode op een nog succesvoller seizoen in het WK in 1981. Alhoewel er van tevoren sprake was dat Vatanen voor Mercedes zou gaan rijden, vielen deze plannen in het niet toen zij zich voortijdig terugtrokken uit de sport. In plaats werkte het team van David Sutton een groter programma af in het WK, al was dit soms noodzaak om Vatanens kansen op de titel levend te houden, gezien de nauwe competitie die hij dat jaar onderving van Talbot-rijder Guy Fréquelin. In tegenstelling tot Fréquelins enige overwinning in Argentinië, won Vatanen met de Escort RS1800 in Griekenland, Brazilië en Finland, maar was hij tegelijkertijd ook minder constant in het behalen van een resultaat. Fréquelin verslikte zich uiteindelijk voor het eerst dat seizoen tijdens de slotronde in Groot-Brittannië, waar een ongeluk zijn rally beëindigde. Vatanen greep ondertussen naar een tweede plaats toe, en had daaraan genoeg om de titel in zijn voordeel te beslissen. Hij bereikte hiermee een unicum als eerste en vooralsnog laatste privé-rijder die wereldkampioen werd. Ondanks het ontbreken van een groot WK-programma, bleef Vatanen in 1982 gecontracteerd bij Ford, voor wie hij testwerk ondernam met de nieuwe Ford Escort RS1700T. Het project met deze Groep B-auto werd datzelfde jaar echter stopgezet en Vatanen stapte vervolgens over naar Opel. In het seizoen 1983 reed hij met de "Ascona B en Manta B 400"  in de schaduw van de oppermachtige Audi's en Lancia's, en was het enkele succes een verrassende overwinning met de "Ascona B 400" in de Safari Rally, een evenement waar er van conventies altijd weinig sprake was. Hoofdsponsor Rothmans trok hun steun aan het einde van het jaar terug, waardoor Opel vervolgens geen groot programma meer zou afwerken. Vatanen zat even zonder werkgever, totdat hij begin 1984 werd betrokken bij het Groep B project van Peugeot, dat onder leiding stond van voormalig navigator Jean Todt.
In Corsica maakte het team hun debuut met de Peugeot 205 Turbo 16, die een geheel nieuwe interpretatie vertegenwoordigde van de Groep B reglementen. Met kopman Vatanen, wist het ook gelijk competitieve tijden te noteren, in zoverre dat hij de rally zelfs enige tijd leidde. Een ongeluk maakte uiteindelijk een einde aan het indrukwekkende debuut van de auto. Het succes liet vervolgens niet lang op zich wachten, want voor thuispubliek in Finland wist Vatanen naar de eerste overwinning te grijpen. Hij zette eveneens een dominant optreden om naar een zege in San Remo, en sloot het seizoen uiteindelijk in stijl af met zijn derde opeenvolgende overwinning in Groot-Brittannië, om op die manier nog vierde te eindigen in het rijderskampioenschap. Verwachtingen waren daarom hoog gespannen voor 1985, en die wist Vatanen in eerste instantie ook in te lossen. Zijn meest indrukwekkende optreden kwam tijdens de openingsronde in Monte Carlo, waar hij het tempo in de rally vanaf de start dirigeerde. Op de vooravond van de slotdag maakte zijn navigator Terry Harryman echter een inklok fout, waardoor het duo een tijdstraf kregen die ze acht minuten achterstand opleverde op concurrent Walter Röhrl, een viervoudig winnaar van het evenement. Vatanen maakte de verloren tijd echter goed en zou de rally uiteindelijk met vier minuten voorsprong op Röhrl winnen. In Zweden greep Vatanen vervolgens naar een meer eenvoudige zege toe, maar ondanks het succes van vijf overwinningen in vijf optredens, zou de ommekeer snel toeslaan. In Portugal zorgde een gebroken wielophanging voor een vroegtijdig einde, en ook in de drie daaropvolgende rondes wist Vatanen in geen enkel geval de finish te halen. Hij bracht zichzelf enigszins weer in contentie met een tweede plaats in Nieuw-Zeeland, waar hij zijn teamgenoot Timo Salonen, die inmiddels een voorsprong had opgebouwd in het kampioenschap, zag winnen. De fatale klap volgde echter in Argentinië, waar Vatanen na een snelle start op de tweede klassementsproef hevig verongelukte. Zijn auto raakte in het snijden van de bocht een put en werd gelanceerd. De krachten die hierbij vrij kwamen zorgde ervoor dat Vatanen uit de cockpit werd gesleurd. Terwijl Harryman relatief ongedeerd bleef, werd er enige tijd gevreesd voor de overlevingskansen van Vatanen. Hij moest uiteindelijk een anderhalf jaar durende herstellingsperiode ondergaan, waarin hij naast zijn verwondingen ook vocht tegen depressie en een aannemelijke kans op kanker, gezien de vele bestralingen die hij moest ondergaan. In de tussentijd escaleerde de Groep B klasse door verschillende ongelukken, en werd deze na de dood van Henri Toivonen en Sergio Cresto voor competitie verboden.

#### 1987-1998

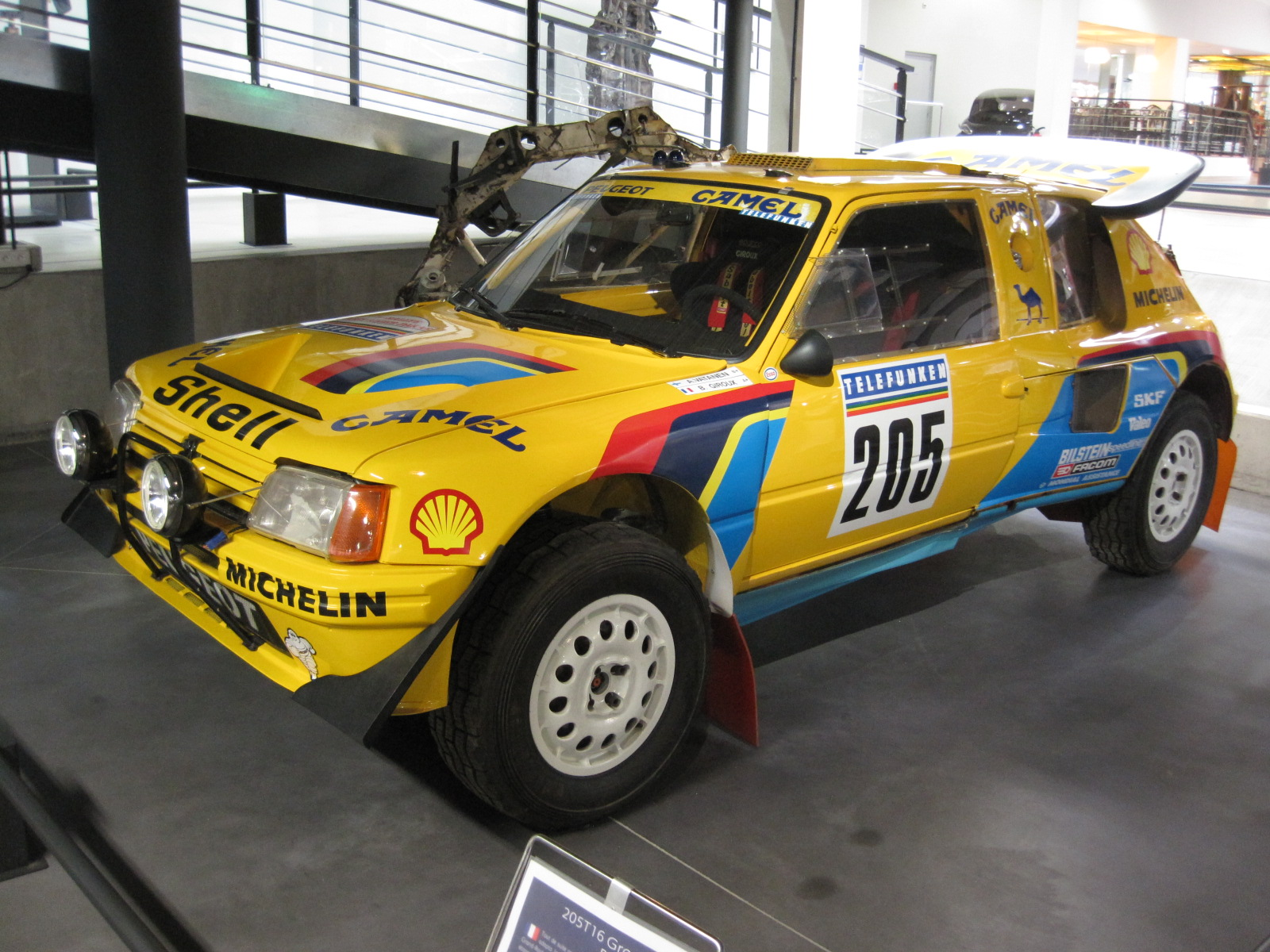
De 205 T16 waarmee Vatanen in 1987 de Dakar-rally won

Vatanens competitieve terugkeer kwam met zijn eerste deelname aan de Dakar-rally in januari 1987. Hij keerde hiermee terug bij Peugeot, die inmiddels het WK hadden verlaten en hun kansen hadden gezet op langeafstandswedstrijden met de 205 T16. Ondanks het gebrek aan ritme was Vatanen ongenaakbaar, en hij won het evenement op dominante wijze. Hierna zou Vatanen jaarlijks een terugkeer maken in de rally, en met Peugeot zou hij hier nog in 1989 en 1990 zegevieren, om het in 1991 vervolgens voor een vierde keer te doen toen het team inmiddels was omgedoopt tot een Citroën inschrijving. Peugeot maakte in deze periode nog volop gebruik van hun Groep B materiaal in evenementen waar deze nog wel waren toegestaan. Met Vatanen achter het stuur namen ze inmiddels met de Peugeot 405 Turbo 16 ook deel aan de Pikes Peak International Hill Climb, de grootste heuvelklim wedstrijd in de Verenigde Staten. In 1988 reed Vatanen hierin naar een recordtijd toe. Deze prestatie is ook het onderwerp geweest van een prijswinnende korte film genaamd Climb Dance van Jean-Louis Mourey, een film officieel uitgebracht door Peugeot, waarin Vatanen zich letterlijk een weg naar de top waant in zijn 405 T16.
Vatanens eerste echte competitieve terugkeer in het WK rally kwam met een gastoptreden voor het fabrieksteam van Ford tijdens de WK-ronde in Finland in het seizoen 1987. Inmiddels onder Groep A reglementen nam hij deel aan de rally met de achterwielaangedreven Ford Sierra RS Cosworth, die op de losse ondergrond niet genoeg competitie konden bieden aan de dominante Lancia Delta's. Vatanen reed hoe dan ook een succesvolle comeback en zou als publieksfavoriet als tweede eindigen. Desondanks waren optredens op dit podium voor even een schaarste, totdat hij in 1989 een groter programma zou gaan afwerken als fabrieksrijder bij Mitsubishi, die het jaar ervoor met Vatanen als kopman al de Mitsubishi Galant VR-4 hadden geïntroduceerd in het kampioenschap. Vatanen reed twee seizoenen voor het team, waarin de snelheid regelmatig aanwezig was maar grote resultaten tegelijkertijd uitbleven. Een tweede plaats in Finland 1990 was uiteindelijk een zeldzaam goed resultaat voor de Fin. Hierna stapte hij over naar een andere Japanse constructeur in de vorm van Subaru, die toen sinds kort met preparateur Prodrive hun intrede hadden gemaakt in het WK. Dit team stond onder leiding van David Richards, die tussen 1979 en 1981 naast Vatanen zat als navigator, en met hem toentertijd ook de wereldtitel won. Dit succes wist het duo met deze werkrelatie niet te herhalen, maar Vatanen begon in deze periode wel zijn oude vorm te herpakken met enkele indrukwekkende optredens met eerst de Subaru Legacy RS en later de Subaru Impreza 555; het meest noemenswaardig toen hij in het seizoen 1993 in Griekenland de rally domineerde totdat hij verongelukte, en het behalen van een tweede plaats in Finland tijdens het debuut van de Impreza. Ook vervulde hij de rol als een soort mentor voor zijn jongere teamgenoot Colin McRae, die op dat moment net kwam kijken, maar in latere jaren een van de sterrijders van het kampioenschap zou worden. Met de komst van tweevoudig wereldkampioen Carlos Sainz naar Subaru, moest Vatanen echter elders een zitje zoeken. Hij reed daarna WK-rally's met een Ford Escort RS Cosworth voor het Duitse Schmidt Motorsport, alsmede voor het fabrieksteam. Duidelijk werd echter wel dat Vatanen langzamerhand aan zijn afscheidstournee was begonnen. In 1998 verving hij nog een geblesseerde Bruno Thiry bij Ford voor twee WK-rondes in de Safari Rally en in Portugal. In beide rally's wist hij met de Ford Escort WRC binnen de punten te eindigen, en was een podium resultaat als derde in de Safari nog een kers op taart voor een imposante carrière. Aan het einde van het seizoen hing Vatanen zijn helm namelijk aan de wilgen.

#### Latere carrière

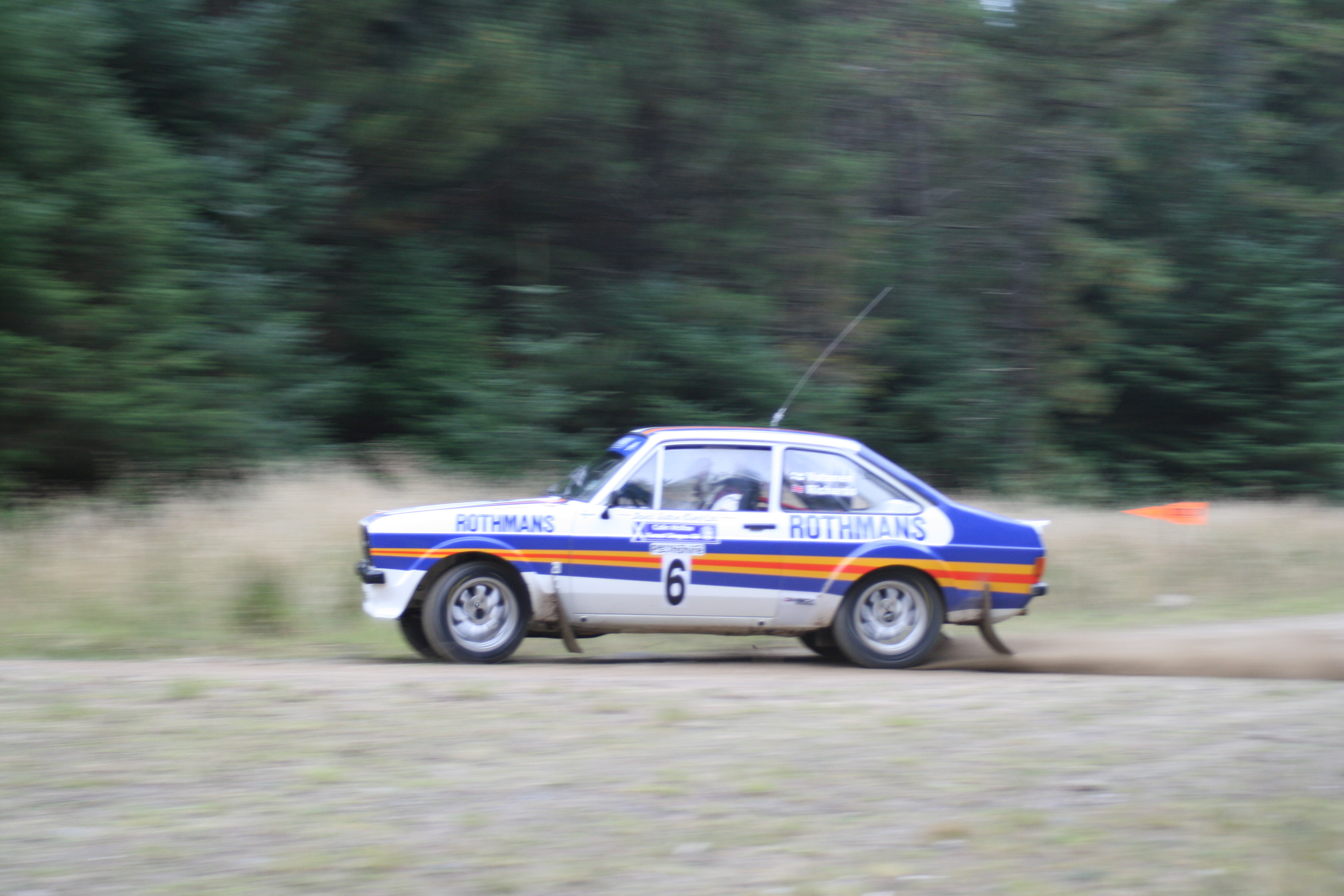
Vatanen tijdens de Colin McRae Forest Stages in 2008, waar hij herenigd werd met de Escort MKII waarmee hij begin jaren tachtig actief was

Vatanen bleef enige tijd weg van competitie, totdat hij in 2003 een terugkeer maakte in de Dakar voor het team van Nissan, en daarmee de rally respectievelijk als zevende zou eindigen. Voor Nissan nam hij wederom deel aan het evenement in 2004 en 2005 (in deze jaren werd hij binnen het team nog herenigd met Colin McRae), en in 2007 actief voor Volkswagen voor het laatst. Zijn voormalige successen in het evenement wist hij echter in geen geval te herhalen. Eerder maakte Vatanen nog wel een eenmalige terugkeer in het WK Rally tijdens de Rally van Finland in 2003, toen hij op uitnodiging van Peugeot met een door Bozian Racing geprepareerde Peugeot 206 WRC deelnam. Vatanen maakte een zeer respectabel optreden en zou net buiten de top tien als elfde over de streep komen.
In september 2008 nam Vatanen deel aan de Colin McRae Forest Stages in Groot-Brittannië, georganiseerd door oud-rallyrijder Jimmy McRae, en een ronde van het Schots rallykampioenschap. Daarin reed hij rond in een ex-Rothmans Ford Escort met ook zijn oud-navigator David Richards aan zijn zijde. Hij was hierin een van de vele ex-wereldkampioenen die deelnamen aan het evenement ter nagedachtenis aan Colin McRae, die het jaar daarvoor overleed in een helikopterongeluk. Tegenwoordig neemt Vatanen nog sporadisch deel aan voornamelijk historische rallyevenementen of shows.

### Politiek

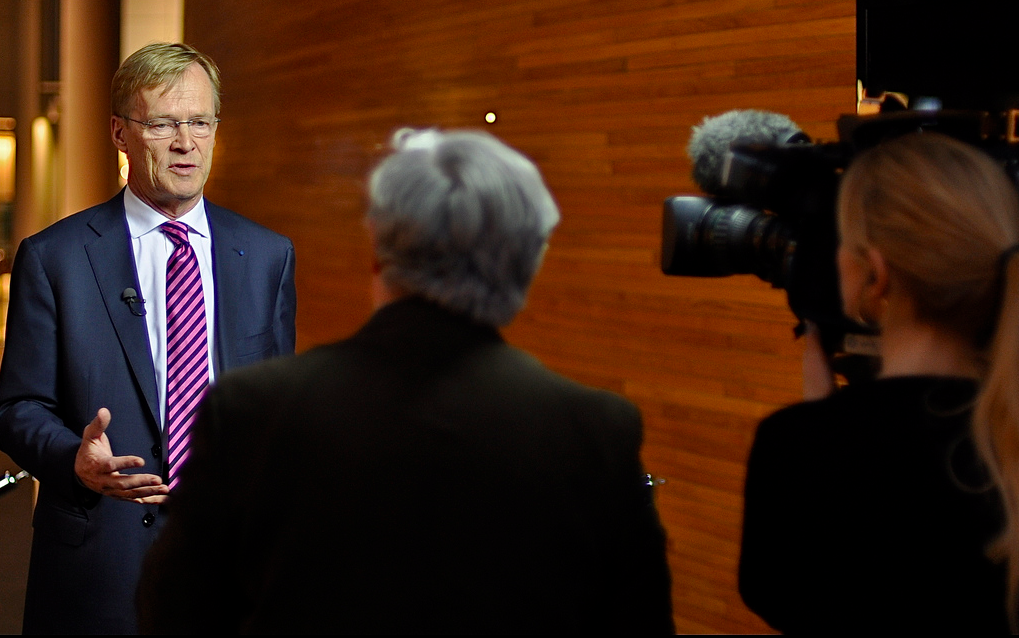
Vatanen als Europees parlementariër in 2007

Vatanen was al enige tijd geïnteresseerd in politiek bedrijven, en in 1999 werd hij gekozen als een afgevaardigde van de Finse Nationale Coalitie in het Europees Parlement, terwijl hij al enige tijd woonachtig was in Frankrijk, waar hij nog steeds een eigen wijngaard beheert. In de politiek heeft hij zich onder andere beziggehouden met autobelasting, verkeersveiligheid en landbouw. In 2004 werd hij herkozen, ditmaal voor de Franse Union pour un Mouvement Populaire (Unie voor een Volksbeweging). In 2009 werd hij niet meer herkozen voor een nieuw termijn en besloot zich vervolgens beschikbaar te stellen voor het voorzitterschap binnen de overkoepelende autosport organisatie FIA, nadat preses Max Mosley eind oktober aftrad. Vatanen nam het hierin op tegen ex-Formule 1 teambaas bij Ferrari - Jean Todt, die ook de leiding had over de Groep B activiteiten van Peugeot in de jaren tachtig, waarmee Vatanen in die tijd zo succesvol was. Op 23 oktober 2009 verloor Vatanen uiteindelijk de verkiezingen voor een positie in het presidentschap aan Todt. In 2013 verkreeg Vatanen de uitnodiging zich kandidaat te stellen voor het presidentschap van de Estse autosport bond (EASU).

## Complete resultaten in het wereldkampioenschap rally
| Seizoen | Inschrijving                       | Auto                        | 1       | 2       | 3       | 4       | 5       | 6       | 7       | 8       | 9       | 10      | 11      | 12      | 13      | 14      | Pos. | Punten |
| ------- | ---------------------------------- | --------------------------- | ------- | ------- | ------- | ------- | ------- | ------- | ------- | ------- | ------- | ------- | ------- | ------- | ------- | ------- | ---- | ------ |
| 1974    | Teboil Racing Team                 | Opel Ascona 19              | POR     | KEN     | FIN DNF | ITA     | CAN     | VST     | GBR     | FRA     |         |         |         |         |         |         | N/A  | N/A    |
| 1975    | Ford Motor Co Ltd.                 | Ford Escort RS1600          | MON     | ZWE     | KEN     | GRI     | MAR     | POR     | FIN DNF | ITA     | FRA     |         |         |         |         |         | N/A  | N/A    |
| 1975    | Independent Radio News / Motocraft | Ford Escort RS1800          |         |         |         |         |         |         |         |         |         | GBR DNF |         |         |         |         | N/A  | N/A    |
| 1976    | Ford Motor Co Ltd.                 | Ford Escort RS1800          | MON     | ZWE     | POR     | KEN     | GRI     | MAR     | FIN DNF | ITA     | FRA     |         |         |         |         |         | N/A  | N/A    |
| 1976    | Allied Polymer Group               | Ford Escort RS1800          |         |         |         |         |         |         |         |         |         | GBR DNF |         |         |         |         | N/A  | N/A    |
| 1977    | Ford Motor Co Ltd.                 | Ford Escort RS1800          | MON     | ZWE     | POR DNF | KEN DNF | NZL 2   | GRI DNF | FIN DNF | CAN DNF | ITA DNF | FRA     | GBR DNF |         |         |         | N/A  | N/A    |
| 1978    | Ford Motor Co Ltd.                 | Ford Escort RS1800          | MON     | ZWE 5   | POR DNF | KEN     | GRI     | FIN DNF | CAN     | ITA     | IVK     | FRA     |         |         |         |         | N/A  | N/A    |
| 1978    | Marlboro                           | Ford Escort RS1800          |         |         |         |         |         |         |         |         |         |         | GBR DNF |         |         |         | N/A  | N/A    |
| 1979    | Rothmans Rally Team                | Ford Fiesta                 | MON 10  |         |         |         |         |         |         |         |         |         |         |         |         |         | 5    | 50     |
| 1979    | Rothmans Rally Team                | Ford Escort RS1800          |         | ZWE DNF | POR DNF | KEN     | GRI     | NZL 3   | FIN 2   | ITA     | CAN 3   | FRA     | GBR 4   | IVK     |         |         | 5    | 50     |
| 1980    | Publimmo Racing                    | Ford Escort RS1800          | MON DNF | ZWE     |         |         |         |         |         |         |         |         |         |         |         |         | 4    | 50     |
| 1980    | Rothmans Rally Team                | Ford Escort RS1800          |         |         | POR DNF | KEN     | GRI 1   | ARG     | FIN 2   | NZL     | ITA 2   | FRA     | GBR DNF | IVK     |         |         | 4    | 50     |
| 1981    | Rothmans Rally Team                | Ford Escort RS1800          | MON DNF | ZWE 2   | POR DNF | KEN     | FRA     | GRI 1   | ARG DNF | BRA 1   | FIN 1   | ITA 7   | IVK 9   | GBR 2   |         |         | 1    | 96     |
| 1982    | David Sutton Motorsport            | Ford Escort RS1800          | MON     | ZWE 2   | POR     | KEN     | FRA     | GRI     | NZL     | BRA     |         |         |         |         |         |         | 13   | 15     |
| 1982    | M.C.D. / Mobira                    | Ford Escort RS1800          |         |         |         |         |         |         |         |         | FIN DNF | ITA     | IVK     |         |         |         | 13   | 15     |
| 1982    | Rothmans Opel Rally Team           | Opel Ascona 400             |         |         |         |         |         |         |         |         |         |         |         | GBR DNF |         |         | 13   | 15     |
| 1983    | Rothmans Opel Rally Team           | Opel Ascona 400             | MON 5   | ZWE 6   | POR     | KEN 1   | FRA     |         |         |         |         |         |         |         |         |         | 6    | 44     |
| 1983    | Rothmans Opel Rally Team           | Opel Manta 400              |         |         |         |         |         | GRI 4   | NZL     | ARG     | FIN DNF | ITA DNF | IVK     | GBR DNF |         |         | 6    | 44     |
| 1984    | Peugeot Talbot Sport               | Peugeot 205 Turbo 16        | MON     | ZWE     | POR     | KEN     | FRA DNF | GRI DNF | NZL     | ARG     | FIN 1   | ITA 1   | IVK     | GBR 1   |         |         | 4    | 60     |
| 1985    | Peugeot Talbot Sport               | Peugeot 205 Turbo 16        | MON 1   | ZWE 1   | POR DNF | KEN DNF | FRA DNF | GRI DNF | NZL 2   | ARG DNF | FIN     | ITA     | IVK     | GBR     |         |         | 4    | 55     |
| 1987    | Fuji Heavy Industries              | Subaru RX Turbo             | MON     | ZWE     | POR     | KEN 10  | FRA     | GRI     | VST     | NZL     | ARG     |         |         |         |         |         | 19   | 16     |
| 1987    | Ford Motor Co Ltd.                 | Ford Sierra RS Cosworth     |         |         |         |         |         |         |         |         |         | FIN 2   | IVK     | ITA     | GBR     |         | 19   | 16     |
| 1988    | Prodrive BMW                       | BMW M3                      | MON     | ZWE     | POR     | KEN     | FRA     | GRI     | VST     | NZL     | ARG     | FIN DNF | IVK     | ITA     |         |         | –    | 0      |
| 1988    | Ralliart Europe                    | Mitsubishi Galant VR-4      |         |         |         |         |         |         |         |         |         |         |         |         | GBR DNF |         | –    | 0      |
| 1989    | Mitsubishi Ralliart Europe         | Mitsubishi Galant VR-4      | ZWE     | MON DNF | POR     | KEN     | FRA     | GRI DNF | NZL     | ARG     | FIN DNF | AUS     | ITA     | IVK     | GBR 5   |         | 40   | 8      |
| 1990    | Mitsubishi Ralliart Europe         | Mitsubishi Galant VR-4      | MON DNF | POR DNF | KEN     | FRA     | GRI DNF | NZL     | ARG     | FIN 2   | AUS     | ITA     | IVK     | GBR DNF |         |         | 16   | 15     |
| 1991    | Milk Team                          | Ford Sierra RS Cosworth 4x4 | MON     | ZWE     | POR     | KEN     | FRA     | GRI     | NZL     | ARG     | FIN 7   | AUS     | ITA     | IVK     | SPA     |         | 22   | 12     |
| 1991    | Subaru Rally Team Europe           | Subaru Legacy RS            |         |         |         |         |         |         |         |         |         |         |         |         |         | GBR 5   | 22   | 12     |
| 1992    | Subaru Rally Team Europe           | Subaru Legacy RS            | MON     | ZWE DNF | POR     | KEN     | FRA     | GRI DNF | NZL DNF | ARG     | FIN 4   | AUS DNF | ITA     | SPA     | IVK     | GBR 2   | 11   | 25     |
| 1993    | 555 Subaru World Rally Team        | Subaru Legacy RS            | MON     | ZWE     | POR     | KEN     | FRA     | GRI DNF | ARG     | NZL DNF |         | AUS 2   | ITA     | SPA     |         |         | 7    | 38     |
| 1993    | 555 Subaru World Rally Team        | Subaru Impreza 555          |         |         |         |         |         |         |         |         | FIN 2   |         |         |         | GBR 5   |         | 7    | 38     |
| 1994    | SMS                                | Ford Escort RS Cosworth     | MON     | ZWE     | POR     | KEN     | FRA     | GRI 5   |         |         | FIN DNF | AUS     | ITA     | SPA     | GBR 5   |         | 9    | 28     |
| 1994    | Ford Motor Co Ltd.                 | Ford Escort RS Cosworth     |         |         |         |         |         |         | ARG 3   | NZL DNF |         |         |         |         |         |         | 9    | 28     |
| 1996    | Ford Motor Co Ltd.                 | Ford Escort RS Cosworth     | MON     | ZWE DNF | POR     | KEN     | IND     | FRA     | GRI     | NZL     | ARG     | FIN     | AUS     | ITA     | SPA     |         | –    | –      |
| 1996    | Michelin Pilot Team Ford           | Ford Escort RS Cosworth     |         |         |         |         |         |         |         |         |         |         |         |         |         | GBR DNF | –    | –      |
| 1997    | Motorsport Consultancy             | Ford Escort WRC             | MON     | ZWE     | POR     | KEN     | SPA     | FRA     | ARG     | GRI     | NZL     | FIN     | IND     | ITA     | AUS     | GBR 8   | –    | 0      |
| 1998    | Ford Motor Co Ltd.                 | Ford Escort WRC             | MON     | ZWE     | KEN 3   | POR 5   | SPA     | FRA     | ARG     | GRI     | NZL     | FIN DNF | ITA     | AUS     |         |         | 11   | 6      |
| 1998    | 555 Subaru World Rally Team        | Subaru Impreza WRC98        |         |         |         |         |         |         |         |         |         |         |         |         | GBR DNF |         | 11   | 6      |
| 2003    | Bozian Racing                      | Peugeot 206 WRC             | MON     | ZWE     | TUR     | NZL     | ARG     | GRI     | CYP     | DUI     | FIN 11  | AUS     | ITA     | FRA     | SPA     | GBR     | –    | 0      |

Noot:
- Het concept van het wereldkampioenschap rally tussen 1973 en 1976 hield in dat er enkel een kampioenschap open stond voor constructeurs.
- In 1977 en 1978 werd de FIA Cup for Drivers georganiseerd. Hierin meegerekend alle WK-evenementen, plus tien evenementen buiten het WK om.

#### Overwinningen
| #  | Seizoen | Rally                               | Navigator      | Auto                 |
| -- | ------- | ----------------------------------- | -------------- | -------------------- |
| 1  | 1980    | 27th Acropolis Rally                | David Richards | Ford Escort RS1800   |
| 2  | 1981    | 28th Acropolis Rally                | David Richards | Ford Escort RS1800   |
| 3  | 1981    | 3º Marlboro Rallye do Brasil        | David Richards | Ford Escort RS1800   |
| 4  | 1981    | 31st 1000 Lakes Rally               | David Richards | Ford Escort RS1800   |
| 5  | 1983    | 31st Marlboro Safari Rally          | Terry Harryman | Opel Ascona 400      |
| 6  | 1984    | 34th 1000 Lakes Rally               | Terry Harryman | Peugeot 205 Turbo 16 |
| 7  | 1984    | 26º Rallye Sanremo                  | Terry Harryman | Peugeot 205 Turbo 16 |
| 8  | 1984    | 40th Lombard RAC Rally              | Terry Harryman | Peugeot 205 Turbo 16 |
| 9  | 1985    | 53ème Rallye Automobile Monte-Carlo | Terry Harryman | Peugeot 205 Turbo 16 |
| 10 | 1985    | 35th International Swedish Rally    | Terry Harryman | Peugeot 205 Turbo 16 |

## Resultaten in de Dakar-rally
| Editie | Klassement | Klassement | Klassement | Klassement | Etappe-overwinningen | Resultaat |
| Editie | Motor      | Quad       | Auto       | Truck      | Etappe-overwinningen | Resultaat |
| ------ | ---------- | ---------- | ---------- | ---------- | -------------------- | --------- |
| 1987   |            |            | X          |            | 3                    | 1         |
| 1988   |            |            | X          |            | 4                    | DNF       |
| 1989   |            |            | X          |            | 7                    | 1         |
| 1990   |            |            | X          |            | 6                    | 1         |
| 1991   |            |            | X          |            | 6                    | 1         |
| 1992   |            |            | X          |            | 7                    | 5         |
| 1993   |            |            | X          |            | 2                    | 8         |
| 1995   |            |            | X          |            | 3                    | DNF       |
| 1996   |            |            | X          |            | 7                    | 4         |
| 2003   |            |            | X          |            | 3                    | 7         |
| 2004   |            |            | X          |            | 1                    | DNF       |
| 2005   |            |            | X          |            | 0                    | 39        |
| 2007   |            |            | X          |            | 0                    | DNF       |